# Malínovka (Amur)
Malínovka (en rus: Малиновка) és un poble de l'óblast de l'Amur, a Rússia, que el 2018 tenia 1.126 habitants, pertany al districte de Bureiski.